# Canton de Saint-Pierre-sur-Dives
Pour les articles homonymes, voir Canton de Saint-Pierre (homonymie).
Le canton de Saint-Pierre-sur-Dives est une ancienne division administrative française située dans le département du Calvados et la région Basse-Normandie.

## Géographie
Ce canton était organisé autour de Saint-Pierre-sur-Dives dans l'arrondissement de Lisieux. Son altitude variait de 17 m (Ouville-la-Bien-Tournée) à 237 m (L'Oudon) pour une altitude moyenne de 79 m.

## Histoire
L’actuel canton de Saint-Pierre-sur-Dives est le résultat de la fusion, le 6 brumaire an X (29 octobre 1802) , des anciens cantons de Saint-Pierre-sur-Dives et de Notre-Dame-de-Fresnay, dont la frontière commune correspondait approximativement à la limite des anciennes élections de Falaise et d’Argentan. Ces cantons relevaient, dès leur création en 1790, de l’ancien district de Lisieux. Les districts furent supprimés le 5 fructidor an III (22 août 1795), puis les arrondissements départementaux créés par la loi du 28 pluviôse an VIII (17 février 1800). Les deux cantons firent alors partie du nouvel arrondissement de Lisieux. Enfin, le canton de Notre-Dame-de-Fresnay fut supprimé en 1801, et les communes dont il était constitué furent officiellement rattachées à celui de Saint-Pierre l'année suivante.
De 1833 à 1848, les cantons de Mézidon et de Saint-Pierre-sur-Dives avaient le même conseiller général. Le nombre de conseillers généraux était limité à 30 par département.

## Représentation

### Conseillers généraux de 1833 à 2015
| Période    | Période          | Identité                                                 | Étiquette                | Qualité |
| ---------- | ---------------- | -------------------------------------------------------- | ------------------------ | --- |
| 1833       | 1835 (décès)     | Antoine François Isidore La Fontaine Grandcourt jeune    |                          | Propriétaire |
| 1836       | 1840             | Gabriel Édouard Legrand (1791-1850)                      |                          | Médecin, maire de Saint-Pierre-sur-Dives                                                                        |
| 1840       | 1848             | François Guizot                                          | Majorité gouvernementale | Ministre des Affaires étrangères, député (1830-1848), propriétaire du château de Val-Richer à Saint-Ouen-le-Pin |
| 1848       | 1852             | Paul Pillou                                              |                          | Médecin, maire de Saint-Pierre-sur-Dives                                                                        |
| 1852       | 1871             | Comte Louis Augustin René Rozée d'Infreville (1816-1902) |                          | Commissaire maritime, propriétaire, maire de Lieury                                                             |
| 1871       | 1876 (décès)     | Toussaint Jacques Toutain                                |                          | Propriétaire, maire de Saint-Pierre-sur-Dives, conseiller d'arrondissement                                      |
| 1876       | 1885 (décès)     | Jean René Collas                                         |                          | Médecin, maire de Saint-Pierre-sur-Dives, conseiller d'arrondissement                                           |
| 1885       | 1911 (décès)     | Baron Jules Adolphe Brunet                               | Conservateur             | Officier de marine, ancien garde du corps de Napoléon III, Le Mesnil-Bacley                                     |
| 1911       | 1931 (démission) | Paul-Émile Fresnil                                       | URD                      | Propriétaire, maire de Saint-Pierre-sur-Dives, conseiller d'arrondissement                                      |
| Janv. 1932 | 1933 (démission) | Émile Jaillard                                           | RG                       | Propriétaire, maire de Saint-Pierre-sur-Dives, conseiller d'arrondissement                                      |
| Sept.1933  | 1935 (décès)     | René Denoly                                              | RG                       | Agriculteur herbager, conseiller municipal de Boissey, conseiller d'arrondissement                              |
| 1935       | 1940             | Maurice Fernagut                                         | RG                       | Médecin, conseiller municipal de Saint-Pierre-sur-Dives, conseiller d'arrondissement                            |
|            |                  |                                                          |                          | |
| 1943       | 1945             | Alexandre Buquet                                         |                          | Industriel laitier, maire de Mittois, nommé conseiller départemental en 1943                                    |
|            |                  |                                                          |                          | |
| 1945       | 1982             | André Denoly (1910-1992)                                 | PPUS-UNIR                | Agriculteur à Ammeville                                                                                         |
| 1982       | 2001             | Marcel Rivière                                           | RPR                      | Médecin généraliste, maire de Saint-Pierre-sur-Dives (1983-1989 et 1995-2001)                                   |
| 2001       | 2015             | Michel Bénard                                            | DVD                      | Exploitant agricole Ancien maire-adjoint (ancien maire, 1989-1995) de L'Oudon                                   |

### Conseillers d'arrondissement (de 1833 à 1940)
| Période                                  | Période      | Identité                                   | Étiquette           | Qualité |
| ---------------------------------------- | ------------ | ------------------------------------------ | ------------------- | --- |
| 1833                                     | 1845         | Louis Tubeuf Dubosquet                     |                     | Maire de Vieux-Pont                                                                                         |
| 1845                                     | 1859 (décès) | Jacques Louis Victor Robillard (1788-1859) |                     | Juge de paix à Saint-Pierre-sur-Dives, maire d'Hiéville                                                     |
| 1859                                     | 1871         | Toussaint Jacques Toutain                  |                     | Propriétaire, maire de Saint-Pierre-sur-Dives                                                               |
| 1871                                     | 1876         | Jean-René Collas                           |                     | Docteur en médecine à Saint-Pierre-sur-Dives                                                                |
| 1876                                     | 1885 (décès) | Ferdinand Leroy (1823-1885)                |                     | Propriétaire à Saint-Georges-en-Auge                                                                        |
| 1885                                     | 1900 (décès) | Ludovic Faucillon                          |                     | Maire d'Ammeville                                                                                           |
| 1900                                     | 1911         | Paul-Émile Fresnil                         | Républicain libéral | Propriétaire, maire de Saint-Pierre-sur-Dives                                                               |
| 1911                                     | 1931         | Léon Roussel                               | Union républicaine  | Maire de Boissey                                                                                            |
| 1931                                     | 1932         | Émile Jaillard                             | RG                  | Propriétaire, maire de Saint-Pierre-sur-Dives                                                               |
| Mars 1932                                | 1933         | René Denoly                                | RG                  | Agriculteur herbager, conseiller municipal de Boissey                                                       |
| Nov. 1933                                | 1935         | Maurice Fernagut                           | RG                  | Médecin, conseiller municipal de Saint-Pierre-sur-Dives                                                     |
| 1935                                     | 1940         | Robert Goujon de Saint-Thomas (1894-1974)  | Rad.ind.            | Propriétaire à Saint-Pierre-sur-Dives                                                                       |
| 1940                                     |              |                                            |                     | Les conseils d'arrondissement ont été suspendus par la loi du 12 octobre 1940 et n'ont jamais été réactivés |
| Les données manquantes sont à compléter. |              |                                            |                     | |

## Composition

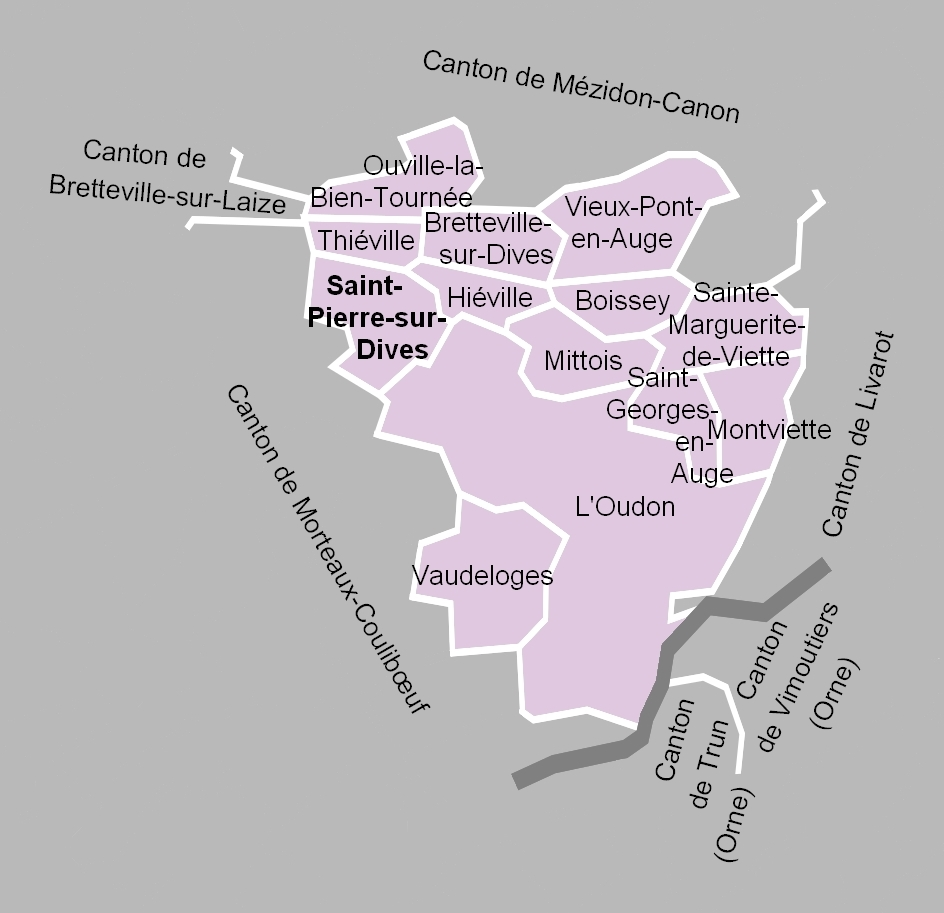
La carte des communes du canton. Les cantons limitrophes étaient ceux de Bretteville-sur-Laize, de Mézidon-Canon, de Livarot, de Vimoutiers, de Trun et de Morteaux-Coulibœuf.

Le canton de Saint-Pierre-sur-Dives comptait 7 880 habitants en 2012 (population municipale) et regroupait treize communes :
- Boissey ;
- Bretteville-sur-Dives ;
- Hiéville ;
- Mittois ;
- Montviette ;
- L'Oudon ;
- Ouville-la-Bien-Tournée ;
- Saint-Georges-en-Auge ;
- Sainte-Marguerite-de-Viette ;
- Saint-Pierre-sur-Dives ;
- Thiéville ;
- Vaudeloges ;
- Vieux-Pont-en-Auge.

À la suite du redécoupage des cantons pour 2015, toutes les communes sont rattachées au nouveau canton de Livarot.

### Anciennes communes
Les anciennes communes suivantes étaient incluses, entièrement ou partiellement, dans le canton de Saint-Pierre-sur-Dives :
- Le Tilleul, absorbée en 1831 par Saint-Georges-en-Auge.
- La Gravelle, absorbée en 1832 par Montviette.
- Abbeville, partagée en 1833 entre Vaudeloges et Ammeville.
- Réveillon, absorbée en 1833 par Vaudeloges.
- Carel, absorbée en 1835 par Saint-Pierre-sur-Dives.
- Donville, partagée en 1858 entre Escures-sur-Favières (aujourd'hui associée à Vendeuvre, canton de Morteaux-Coulibœuf) et Saint-Pierre-sur-Dives.

Le canton comprenait également dix communes associées :
- Ammeville, Berville, Écots, Notre-Dame-de-Fresnay, Garnetot, Grandmesnil, Lieury, Montpinçon, Saint-Martin-de-Fresnay et Tôtes, associées depuis le 1er janvier 1973, créant ainsi la commune de L'Oudon.

## Démographie
| 1962  | 1968  | 1975  | 1982  | 1990  | 1999  | 2006  | 2011  | 2012  |
| ----- | ----- | ----- | ----- | ----- | ----- | ----- | ----- | ----- |
| 7 749 | 7 970 | 8 167 | 8 267 | 7 791 | 7 785 | 7 791 | 7 853 | 7 880 |